# Pseudopřeklad
Pseudopřeklad je původní literární dílo, které je však vydáno jako překlad, tj. je viditelně označeno jako překlad, a tím je i skryt původní autor, který může být uveden jako překladatel, nebo není uveden vůbec. Většina pseudopřekladů je tak zároveň vydána pod pseudonymem.
Pseudopřeklady byly v dějinách literatury a překladu používány z mnoha různých důvodů. Autor se ještě zřetelněji než u pseudonymního díla distancuje od obsahu textu. Dílo je od prvopočátku vnímáno jako cizí vůči domácí kultuře.
Pravděpodobně nejznámějším pseudopřekladem je Voltairův Candide.